# Élections sénatoriales américaines de 1992
Les élections sénatoriales américaines de 1992 ont eu lieu le 3 novembre 1992 pour renouveler les 34 sièges de classe 3 du Sénat des États-Unis ainsi que deux sièges occupés par des sénateurs intérimaires.
Elles se déroulent parallèlement à l'élection présidentielle américaine de 1992, qui voit la victoire du démocrate Bill Clinton. Le même jour ont également lieu les élections des gouverneurs et des représentants.
Trois sénateurs démocrates sont battus lors de ces élections : Terry Sanford (Caroline du Nord), Wyche Fowler (Géorgie) et Alan J. Dixon (Illinois). Du côté républicain, les sénateurs John F. Seymour (Californie) et Bob Kasten (Wisconsin) échouent face à des candidats démocrates. Les équilibres au Sénat restent cependant les mêmes (57 démocrates contre 43 républicains), Dixon ayant été battu lors des primaires mais le siège de Illinois restant démocrate.
Lors de ce scrutin, cinq femmes — toutes démocrates — sont élues au Sénat, dont quatre nouvelles sénatrices. 1992 est alors surnommée l'« année de la femme » (Year of the Woman) par la presse américaine.
Carol Moseley-Braun (Illinois) est la première femme afro-américaine élue au Sénat ; Ben Nighthorse Campbell (Colorado) est le premier sénateur amérindien depuis plus d'un demi-siècle.

## Situation par État
| État                                 | Sortant  | Sortant          | Sortant | Sortant       | Sortant       | Élu      | Élu                     | Élu   | Résultats (> 5 % des voix) |
| État                                 | Sénateur | Sénateur         | Parti   | Élu en        | Statut        | Sénateur | Sénateur                | Parti | Résultats (> 5 % des voix) |
| ------------------------------------ | -------- | ---------------- | ------- | ------------- | ------------- | -------- | ----------------------- | ----- | --- |
| Alabama                              |          | Richard Shelby   | D       | 1986          | Candidat      |          | Richard Shelby          | D     | Richard Shelby (D) : 64,8 % Richard Sellars (R) : 33,1 %                                                                              |
| Alaska                               |          | Frank Murkowski  | R       | 1980          | Candidat      |          | Frank Murkowski         | R     | Frank Murkowski (R) : 53,0 % Tony Smith (D) : 38,4 % Mary Jordan (V) : 8,4 %                                                          |
| Arizona                              |          | John McCain      | R       | 1986          | Candidat      |          | John McCain             | R     | John McCain (R) : 55,8 % Claire Sargent (D) : 31,6 % Evan Mecham (I) : 10,5 %                                                         |
| Arkansas                             |          | Dale Bumpers     | D       | 1974          | Candidat      |          | Dale Bumpers            | D     | Dale Bumpers (D) : 60,2 % Mike Huckabee (R) : 39,8 %                                                                                  |
| Californie                           |          | Alan Cranston    | D       | 1968          | Non candidat  |          | Barbara Boxer           | D     | Barbara Boxer (D) : 47,9 % Bruce Herschensohn (R) : 43,0 %                                                                            |
| Californie (partielle)               |          | John F. Seymour  | R       | 1991 (nommé)  | Candidat      |          | Dianne Feinstein        | D     | Dianne Feinstein (D) : 54,3 % John F. Seymour (R) : 38,0 %                                                                            |
| Caroline du Nord                     |          | Terry Sanford    | D       | 1986          | Candidat      |          | Lauch Faircloth         | R     | Lauch Faircloth (R) : 50,3 % Terry Sanford (D) : 46,3 %                                                                               |
| Caroline du Sud                      |          | Fritz Hollings   | D       | 1966          | Candidat      |          | Fritz Hollings          | D     | Fritz Hollings (D) : 50,1 % Thomas F. Hartnett (R) : 46,9 %                                                                           |
| Colorado                             |          | Tim Wirth        | D       | 1986          | Non candidat  |          | Ben Nighthorse Campbell | D     | Ben Nighthorse Campbell (D) : 51,8 % Terry Considine (R) : 42,7 %                                                                     |
| Connecticut                          |          | Chris Dodd       | D       | 1980          | Candidat      |          | Chris Dodd              | D     | Chris Dodd (D) : 58,8 % Brook Johnson (R) : 38,1 %                                                                                    |
| Dakota du Nord                       |          | Kent Conrad      | D       | 1986          | Non candidat  |          | Byron Dorgan            | D     | Byron Dorgan (D) : 59,0 % Steve Sydness (R) : 38,9 %                                                                                  |
| Dakota du Nord (partielle, décembre) |          | Jocelyn Burdick  | D       | 1992 (nommée) | Non candidate |          | Kent Conrad             | D     | Kent Conrad (D) : 66,3 % Jack Dalrymple (R) : 33,7 %                                                                                  |
| Dakota du Sud                        |          | Tom Daschle      | D       | 1986          | Candidat      |          | Tom Daschle             | D     | Tom Daschle (D) : 64,9 % Charlene Haar (R) : 32,5 %                                                                                   |
| Floride                              |          | Bob Graham       | D       | 1986          | Candidat      |          | Bob Graham              | D     | Bob Graham (D) : 65,4 % James W. Grant (R) : 34,6 %                                                                                   |
| Géorgie                              |          | Wyche Fowler     | D       | 1986          | Candidat      |          | Paul Coverdell          | R     | Résultats du 2e tour : Paul Coverdell (R) : 50,6 % Wyche Fowler (D) : 49,4 %                                                          |
| Hawaï                                |          | Daniel Inouye    | D       | 1962          | Candidat      |          | Daniel Inouye           | D     | Daniel Inouye (D) : 57,3 % Rick Reed (R) : 26,9 % Linda Martin (V) : 13,7 %                                                           |
| Idaho                                |          | Steve Symms      | R       | 1980          | Non candidat  |          | Dirk Kempthorne         | R     | Dirk Kempthorne (R) : 56,5 % Richard H. Stallings (D) : 43,5 %                                                                        |
| Illinois                             |          | Alan J. Dixon    | D       | 1980          | Candidat      |          | Carol Moseley Braun     | D     | Carol Moseley Braun (D) : 53,3 % Richard S. Williamson (R) : 43,1 %                                                                   |
| Indiana                              |          | Dan Coats        | R       | 1988          | Candidat      |          | Dan Coats               | R     | Dan Coats (R) : 57,3 % Joe Hogsett (D) : 40,7 %                                                                                       |
| Iowa                                 |          | Chuck Grassley   | R       | 1980          | Candidat      |          | Chuck Grassley          | R     | Chuck Grassley (R) : 69,6 % Jean Hall Lloyd-Jones (D) : 27,2 %                                                                        |
| Kansas                               |          | Bob Dole         | R       | 1968          | Candidat      |          | Bob Dole                | R     | Bob Dole (R) : 62,7 % Gloria O'Dell (D) : 31,0 %                                                                                      |
| Kentucky                             |          | Wendell Ford     | D       | 1974          | Candidat      |          | Wendell Ford            | D     | Wendell Ford (D) : 62,9 % David Williams (R) : 35,8 %                                                                                 |
| Louisiane                            |          | John Breaux      | D       | 1986          | Candidat      |          | John Breaux             | D     | Résultats de la primaire : John Breaux (D) : 73,1 % Jon Khachaturian (I) : 8,9 % Lyle Stockstill (R) : 8,3 % Nick Accardo (D) : 5,4 % |
| Maryland                             |          | Barbara Mikulski | D       | 1986          | Candidate     |          | Barbara Mikulski        | D     | Barbara Mikulski (D) : 71,0 % Alan Keyes (R) : 29,0 %                                                                                 |
| Missouri                             |          | Kit Bond         | R       | 1986          | Candidat      |          | Kit Bond                | R     | Kit Bond (R) : 51,9 % Geri Rothman-Serot (D) : 44,9 %                                                                                 |
| Nevada                               |          | Harry Reid       | D       | 1986          | Candidat      |          | Harry Reid              | D     | Harry Reid (D) : 51,0 % Demar Dahl (R) : 40,2 %                                                                                       |
| New Hampshire                        |          | Warren Rudman    | R       | 1980          | Non candidat  |          | Judd Gregg              | R     | Judd Gregg (R) : 48,1 % John Rauh (D) : 45,3 %                                                                                        |
| New York                             |          | Al D'Amato       | R       | 1980          | Candidat      |          | Al D'Amato              | R     | Al D'Amato (R) : 49,0 % Robert Abrams (D) : 47,8 %                                                                                    |
| Ohio                                 |          | John Glenn       | D       | 1974          | Candidat      |          | John Glenn              | D     | John Glenn(D) : 50,9 % Mike DeWine (R) : 42,2 % Martha Grevatt (I) : 6,9 %                                                            |
| Oklahoma                             |          | Don Nickles      | R       | 1980          | Candidat      |          | Don Nickles             | R     | Don Nickles (R) : 58,5 % Steve Lewis (D) : 38,2 %                                                                                     |
| Oregon                               |          | Bob Packwood     | R       | 1968          | Candidat      |          | Bob Packwood            | R     | Bob Packwood (R) : 52,1 % Les AuCoin (D) : 46,5 %                                                                                     |
| Pennsylvanie                         |          | Arlen Specter    | R       | 1980          | Candidat      |          | Arlen Specter           | R     | Arlen Specter (R) : 49,1 % Lynn Yeakel (D) : 46,3 %                                                                                   |
| Utah                                 |          | Jake Garn        | R       | 1974          | Non candidat  |          | Bob Bennett             | R     | Bob Bennett (R) : 55,4 % Wayne Owens (D) : 39,7 %                                                                                     |
| Vermont                              |          | Patrick Leahy    | D       | 1974          | Candidat      |          | Patrick Leahy           | D     | Patrick Leahy (D) : 54,2 % Jim Douglas (R) : 43,3 %                                                                                   |
| Washington                           |          | Brock Adams      | D       | 1986          | Non candidat  |          | Patty Murray            | D     | Patty Muray : 54,0 % Rod Chandler (R) : 46,0 %                                                                                        |
| Wisconsin                            |          | Bob Kasten       | R       | 1980          | Candidat      |          | Russ Feingold           | D     | Russ Feingold (D) : 52,6 % Bob Kasten (R) : 46,0 %                                                                                    |